# Hasan Saka

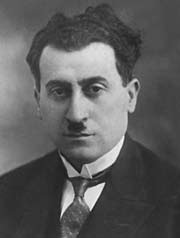
Hasan Saka, 1920er Jahre

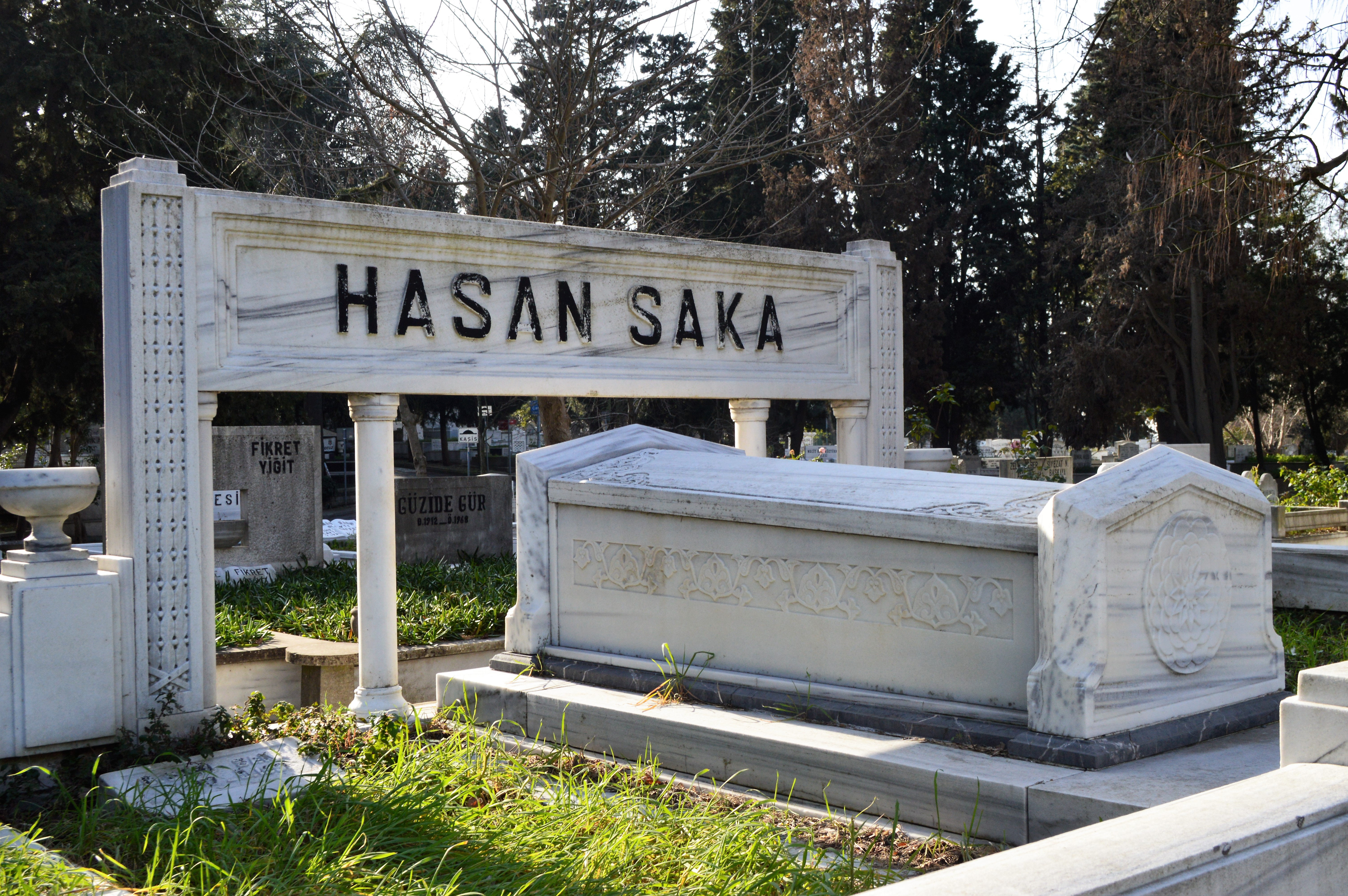
Hasan Saka Mausoleum auf dem Friedhof Zincirlikuyu, Istanbul

Hasan Hüsnü Saka (* 1885 in Trabzon; † 29. Juli 1960 in Istanbul) war ein türkischer Politiker.

## Leben
Die Militärische Mittelschule (Askeri Rüştiyesi) und die Oberschule (Mülkiye İdadisi) absolvierte Saka in Trabzon. Danach absolvierte er die Mercan-Schule in İstanbul. 1908 graduierte er von der Verwaltungsschule. Danach arbeitete er im obersten Rechnungshof (Divan-ı Muhasebat). 1909 wurde er vom Staat zur Ausbildung nach Frankreich geschickt. 1912 absolvierte er das Institut d’études politiques de Paris und begann wieder im Rechnungshof zu arbeiten. Im April 1915 wurde er ins Finanzministerium beordert und war dort Mitglied eines Prüfungsausschusses. Im Oktober 1916 wurde Saka zum Regionaldirektor für Wirtschaft für Eskişehir. Am 4. September 1918 begann er als Wirtschaftslehrer an der Verwaltungsschule zu arbeiten. Saka wurde in das letzte osmanische Parlament als Abgeordneter für die Provinz Trabzon gewählt.
Am 28. Januar 1921 wurde Saka in die Große Nationalversammlung der Türkei als Abgeordneter der Provinz Trabzon gewählt. Am 19. Mai 1921 vertrat er den Finanzminister bis zum 22. April 1922. Am 11. Mai wurde er zum vertretenden Wirtschaftsminister gewählt. Er war Professor für Wirtschaft an der Fakultät für Politikwissenschaft in Ankara.
Saka war in der VI, VII und der VIII Legislaturperiode Abgeordneter der Provinz Trabzon. Am 13. September 1944 wurde er in der II. Saraçoğlu-Regierung zum Außenminister ernannt. In der Peker-Regierung war er ebenfalls Außenminister bis zur Auflösung des Kabinetts am 9. September 1947. Am 10. September 1947 wurde er zum Ministerpräsidenten ernannt. Am 10. Juni 1948 gründete er sein zweites Kabinett und am 9. Januar 1949 zog er sich als Ministerpräsident zurück. Danach war er Fraktionsvorsitzender der CHP. In der IX. Legislaturperiode war er zum letzten Mal Abgeordneter für die Provinz Trabzon. Nach den Wahlen von 1954 zog er sich aus der Politik zurück.
Sein Grab befindet sich am Friedhof Zincirlikuyu.
Hakkı war Angaben der Großloge der Freien und Angenommenen Maurer der Türkei zufolge Freimaurer.